# Rue Saint-Jacques (Grenoble)
Pour les articles homonymes, voir Rue Saint-Jacques.
La rue Saint-Jacques est une voie publique de la commune française de Grenoble. 
Historiquement, c'est dans cette rue que fut signée une trêve entre les troupes catholiques et l'armée protestante durant les Guerres de religion, mais aussi dans cette même rue que la première projection cinématographique fut organisée à Grenoble dans une salle aménagée à cette occasion.

## Situation et accès

### Situation
Située dans le quartier de l'Hyper-centre, un des quartiers les plus animés de la ville, réaménagé en zone piétonne, cette rue permet de relier la rue Raoul Blanchard à  la place Vaucanson.
Cette voie piétonne commence au carrefour de la rue Raoul-Blanchard et de la rue de Bonne et se termine au carrefour de la place Vaucanson et de la rue Condillac, au niveau du numéro 34.

### Accès
La rue, comprise dans la zone piétonne de la ville, non loin la principale zone commerciale, est accessible aux passants depuis n'importe quel point de ce quartier et du quartier Notre-Dame, le plus ancien de Grenoble.
La rue Saint-Jacques est principalement desservie par les lignes A, B  et D du réseau de tramway de l'agglomération grenobloise. . La station la plus proche (située à proximité du début de la rue) se dénomme Hubert Dubedout - Maison du Tourisme.

## Origine du nom

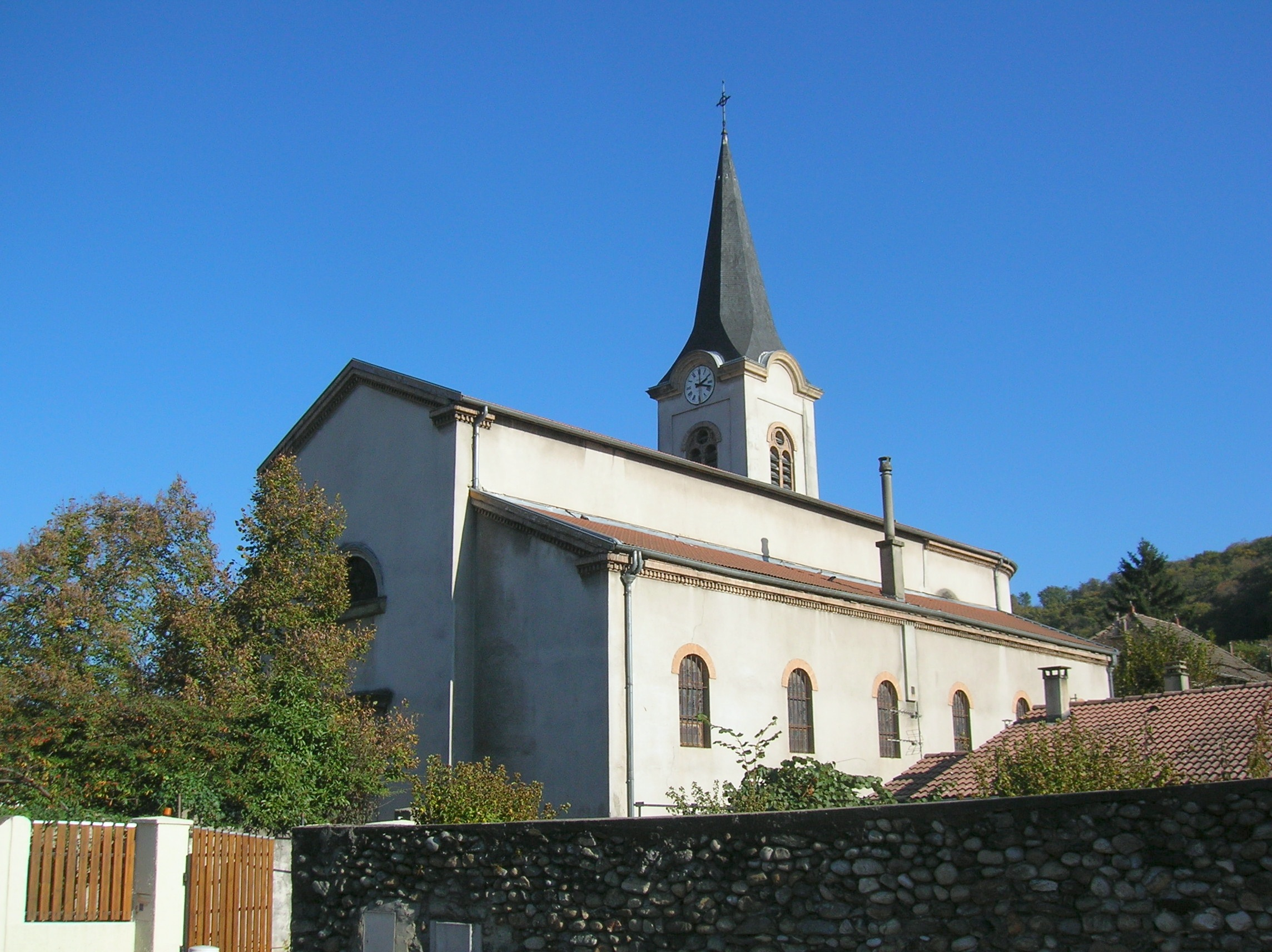
Église Saint-Jacques du Village, Échirolles

Saint Jacques est le nom du faubourg que traversait cette voie lorsque cette partie de la ville était située hors les murs (anciens remparts romains) car le village le plus proche de ce quartier était alors celui d'Échirolles dont le nom de l'église était dédiée à Jacques le Majeur et donnait lieu à un pèlerinage local. L'archiviste et historien grenoblois Emmanuel Pilot de Thorey (1847 - 1903), décrit les cérémonies en ces termes:
« En ce jour, les consuls de Grenoble se rendaient à Echirolles où ils faisaient chanter une messe. Ils offraient au saint quatre flambeaux du poids de six livres et assistaient à la procession qu'on faisait ensuite. A cette procession où était portée l'image du saint, succédait un repas ; après quoi, les consuls, accompagnés de maître-maçons experts et d'un ou deux conseillers, visitaient la rivière du Drac, depuis la Marceline jusqu'à sa jonction dans l'Isère et ordonnaient les réparations jugées nécessaires, pour préserver la ville de tout danger d'inondation. »

## Historique

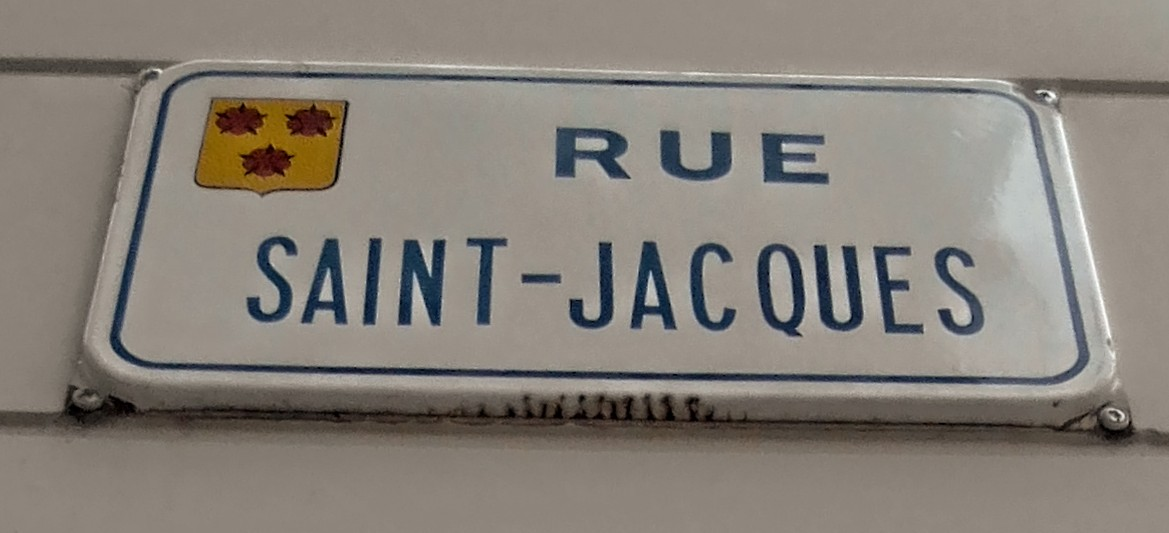
Plaque de la rue Saint-Jacques

Avant la fin du XVIe siècle (période de construction de la nouvelle enceinte de Grenoble dite de Lesdiguières) cette rue était située dans le faubourg Saint-Jacques à l'extérieur de l'ancienne enceinte romaine. Cette voie était bordée par une branche du Drac, dénommée le Draquet et qui, se jetait dans l'Isère un peu en amont du pont Marius Gontard actuel. 
Les habitants et les visiteurs venant de la partie sud de la plaine (Échirolles, notamment) traversaient ce ruisseau sur un petit pont de pierre à deux arches construit par Jean de Langres en 1524 jusqu’à ce qu’une crue inonde le quartier et emporte le pont. Les Grenoblois disposèrent alors de grosses pierres permettant un passage à gué qu’ils dénommèrent Les « Pierres Pontées ». Ce nom sera longtemps utilisé par les Grenoblois pour désigner le carrefour des rues Félix-Poutat, rue Raoul Blanchard et de cette rue au coin de la place Grenette.
C'est dans une maison de cette rue qui sera, par la suite dénommée « Maison de la Trêve », que le duc de Lesdiguières, alors chef des protestants, signa une trêve avec Alphonse Ornano, représentant du Roi dans la Province du Dauphiné. En 1592, ce même duc de Lesdiguières établit une nouvelle enceinte fortifiée, le Draquet est dès lors détourné. En 1794, la rue Saint-Jacques fut dénommée rue des Sans-culottes.

## Bâtiments remarquables et lieux de mémoire

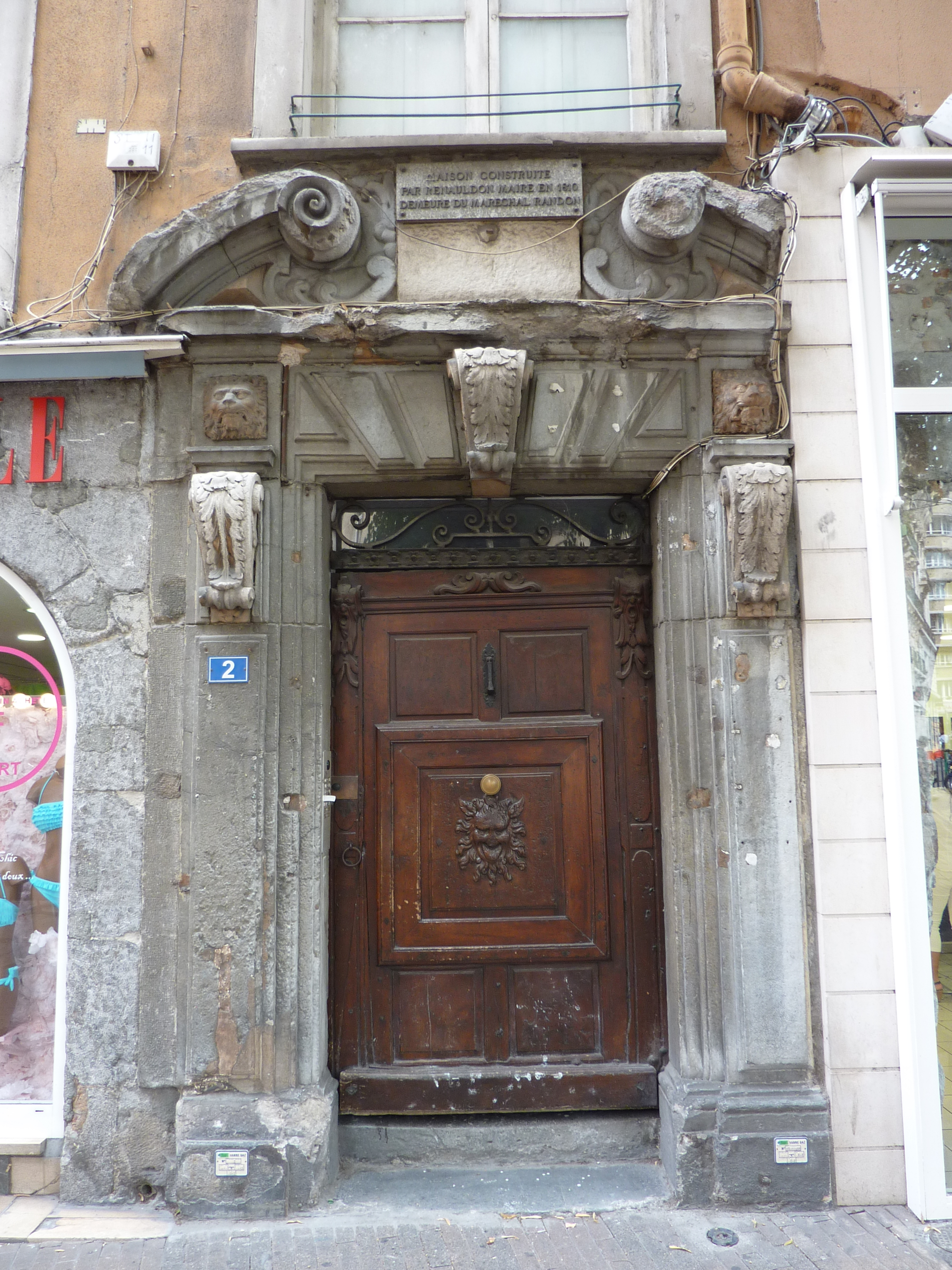
Porte du 2 rue Saint-Jacques

- No 2 : Une plaque surmontant une porte monumentale indique qu'il s'agit de l'ancienne demeure du Maréchal Jacques Louis Randon (1795-1871), fils du marchand de toile isérois Jacques Randon.
- No 4 : Une plaque surmontant une simple porte d'entrée d'immeuble évoque la présence du poète français Jean Pellerin dans cette maison.
- No 13 : Les 6 Rex, anciennement Casino Kursall (la plus ancienne salle de cinéma grenobloise, ouverte en 1896), puis le Rex (et souvent dénommé le « cinéma de la rue Saint-Jacques ») a ouvert en 1935. C'était alors une salle unique pouvant accueillir 1 200 spectateurs. En 1980, la direction prend la décision de réaménager cet espace en un cinéma multisalles comprenant six salles d’une capacité totale de près de 1 000 fauteuils[5].

C'est à cette même adresse, quelques mois après l'invention du cinématographe (1895) que les frères Lumière organisent le 28 mai 1896 à Grenoble des projections de leurs films au Casino Kurssal. Le journal Le Petit Dauphinois consacre un article à cet événement dès le lendemain (29 mai) avec le commentaire suivant : « La séance s’est terminée par la représentation d’une douzaine de scènes animées, reproduites par le cinématographe », dont notamment le célèbre Arroseur arrosé et la baignade en mer.
Le cinéma de la rue Saint-Jacques ferme définitivement ses portes à la fin du mois de mars 2024, après plus de 70 ans d'existence.